# Kindgeek
Kindgeek (укр. Кайндгік) — українська компанія, що охоплює повний цикл розробки фінтех-продуктів. Понад 200 підприємств та організацій довірили Kindgeek створення власних продуктів. Від зародження ідеї до реалізації, Kindgeek провадить компанії крізь усі етапи створення продукту, пропонуючи індивідуальні або готові рішення. Партнерська спільнота Kindgeek об'єднує лідерів фінтех індустрії, що дозволяє пришвидшувати створення якісних продуктів за допомогою вдалих інтеграцій. Kindgeek поєднує експертність команди з інноваційними рішеннями: ШІ, open banking, чат-ботами, BPNL, core banking та WEB 3.0.

## Історія
Компанія Kindgeek заснована у 2015 році в Україні (м. Львів) Антоном Скрипником, Юрієм Гнатюком та Олегом Паньківом. Через рік співпраці Олег залишив компанію, розпочавши власний продуктовий бізнес. Антон Скрипник та Юрій Гнатюк продовжують управляти компанією.
З моменту створення компанія виросла до понад 200 працівників.
Мета компанії полягає у тому, аби допомогти замовникам з технічною складовою, давши їм можливість розвивати свій бізнес, поки Kindgeek працює над технічним забезпеченням продукту.
Місія компанії полягає у тому, аби стати платформою позитивних змін — локальних чи глобальних, а також середовищем, де працівники будуть прагнути розвиватися, навчатися, отримувати гідну заробітну плату, змінювати себе та своє оточення.

## Діяльність
Одним зі стартапів, над яким працювала компанія Kindgeek є CellSavers (зараз Puls) — додаток, де користувачі, у яких зламалися мобільні телефони чи планшети, можуть подати запит на ремонт, щоб технік міг прийняти замовлення та прибути додому для виконання ремонту.
Окрім технічної реалізації проєкту, Kindgeek створила для CellSavers робочу демонстрацію презентації для інвесторів. У 2017 році компанія була перейменована на Puls. У 2018 році після інвестицій у розмірі 50 мільйонів доларів США Puls оголосив про розширення на додаткові домашні послуги. Зараз компанія надає послуги ремонту всіх видів побутової техніки вдома.
Ще одним клієнтом Kindgeek є Grafter — додаток у сфері будівництва та ремонтних робіт, що керує всім процесом взаємодії працівників/робочих, включаючи бронювання за безготівковими операціями, без посередників.
Kindgeek створила першу робочу версію Grafter, за допомогою якої засновники розпочали краудфандингову кампанію. Початкова ціль у £150 тис. була перевищена на £80 тис. Після цього Kindgeek працювала над покращенням UX-дизайну та підготовкою проєкту до наступних раундів фінансування.
Компанія Kindgeek також працювала над створенням соціальної мережі Hive Social, яка допомагає користувачам знаходити людей поблизу, які поділяють їхні інтереси та хобі. Користувачі приєднуються до спільнот, які їм подобаються, і можуть налаштувати свою стрічку новин, щоб відображати повідомлення людей із тих спільнот, які живуть неподалік від них.
Kindgeek розробила нові додатки Hive для iOS і Android з нуля. Наразі Hive Social має понад 50 000 користувачів, проводяться нові маркетингові кампанії, щоб залучити аудиторію, а Kindgeek продовжує шліфувати продукт.
Одним із проєктів, над яким працювала Kindgeek у сфері освіти є Lehrermarktplatz (eduki) — онлайн-платформа для вчителів, де вони можуть обмінюватися, купувати та продавати створені ними навчальні матеріали.
У цьому проєкті Kindgeek співпрацювала з українським технологом і підприємцем Олексієм Колупаєвим, який є технічним директором Lehrermarktplatz і який працював технічним директором у MeinFernBus (тепер FlixBus). На цей час проєкт є повністю функціонуючим вебсайтом із понад 37 тисячами одиниць навчальних матеріалів, включаючи відео, плакати, презентації, тести та робочі аркуші.

## Партнерства та членства
У 2016 році Kindgeek долучилася до Львівського IT Кластеру — організації, яка об'єднує провідні компанії у галузі інформаційних технологій (IT) та разом з університетами та міською владою працює над покращенням і розвитком ІТ у Львові.
Kindgeek є учасницею IT Export Alliance — міжнародної ініціативи, яка реалізується під брендом Union, і допомагає українським IT-компаніям виходити на експортні ринки.
У травні 2023 Kindgeek оголосила про стратегічне партнерство з Sileon. Це партнерство поєднує досвід Kindgeek у розробці програмного забезпечення для фінансових технологій із масштабованим програмним продуктом Sileon BNPL.
У липні 2023 році Kindgeek оголосила про стратегічне партнерство з Salt Edge для надання PSD2 і відкритих банківських рішень для фінтех-ландшафту.
SDK У партнерстві з SDK Finance Kindgeek пропонує гнучке клієнтоорієнтоване хмарне фінтех-рішення SaaS, яке слугує основою для побудови сучасних цифрових фінансових продуктів. Гнучке та надійне white-label ядро легко кастомізовується під потреби бізнесів та дозволяє створювати унікальний досвід для клієнтів.

## Продукти
- LvivLand[30][31][32]
- SignSpot[33][34]

## Сервіси
- Web Development[35]
- Mobile Development[36][37][38][39][40][41][42][43][44][45]
- Product design[46][47]
- У 2023 Kindgeek запустила набір послуг AI Assistant, щоб допомогти компаніям легко створювати та розгортати спеціальні чат-боти AI на базі найсучасніших моделей OpenAI та інших[48].
- Discovery Phase — сервіс, який включає дослідження ринку, систематизацію вимог замовника, аналіз актуальності та життєздатності продукту, оцінку витрат на розробку, а також часто створення MVP та візуальних демонстрацій[49].

## Соціальна відповідальність
У 2016 компанія Kindgeek розробила «розумний» датчик «AirQ», який допомагає визначити оптимальний рівень вологості повітря, освітленості та температури повітря у навчальних закладах. Переглядати отримані дані про показники у приміщенні можна на спеціальній веб-сторінці. Перший такий сенсор встановили у львівському дитячому садочку № 159. Пристрій безкоштовно протестували спільно з ГО «Наукова».
У 2017 Kindgeek створила соціальний проєкт LvivLand — відеопедію про життя, культуру та бізнес у Львові. Це не комерційний проєкт, метою якого є промоція регіону, поширення інформації про Львів і руйнування стереотипів.
У 2019 мер Львова Андрій Садовий вручив подяку компанії Kindgeek за вагомий внесок у розвиток сучасної ІТ-індустрії, ефективне впровадження передових технологічних інновацій і утвердження іміджу м. Львова в Україні та на міжнародному рівні.
У 2020 компанія Kindgeek ініціювала та спільно з Львівською міською радою запустила проєкт Relocate To Lviv — англійськомовний інформаційний ресурс для ІТ-спеціалістів та компаній з інших країн, які бажають переїхати до Львова. Сайт Relocate To Lviv містить покрокову інструкцію, перелік документів та опис процесів стосовно переїзду до України як індивідуально, так і для перевезення компанії.
У середині лютого 2022 компанія долучилися до організованого DOU флешмобу зі збору коштів для благодійного фонду «Повернись живим», який допомагає ЗСУ, а також передала матеріально-технічне забезпечення для Територіальної оборони.
У травні 2022 команда Kindgeek перерахувала 80 000$ благодійному фонду «Повернись живим», на ці кошти було закуплено тепловізори для українських військовослужбовців.
У листопаді 2022 Kindgeek взяла участь у проєкті TECHNOдівчата, який організували Lviv Open Lab спільно з Фондом народонаселення ООН в Україні UNFPA за підтримки Управління ІТ Львівської міської ради, а також Швеції в рамках проєкту «Трамплін до рівності». Мета проєкту було знайомство дівчат 14-18 років з IT сферою та розвінчування міфів щодо гендерних стереотипів.
У січні 2023 Kindgeek підписала Принципи розширення прав і можливостей жінок, ініційовані Глобальним Договором ООН та агенцією ООН Жінки.
Kindgeek є офіційним партнером Аrtificial Intelligence Technology: summer school — масштабного міжнародного освітнього проєкту, спрямованого на поглиблене вивчення технологій штучного інтелекту, який організовує ЛНУ ім. Івана Франка за підтримки Міністерства цифрової трансформації України, Міністерства освіти і науки України та Львівської обласної державної адміністрації. Метою проєкту є привернення уваги студентів та молодих фахівців до тематики штучного інтелекту, популяризація цього напряму серед студентів ІТ-спеціальностей і якісна підготовка майбутніх фахівців.
Kindgeek є офіційним партнером зимової школи DES (Data Engineering and Security) —  одної з наймасштабніших ІТ шкіл в Україні, яка щорічно об'єднує найкращих фахівців галузі, експертів, менторів і лекторів провідних ІТ компаній, аби передати свої знання та досвід сотням студентів та учнів з різних куточків України. Метою зимової школи DES є підсилити зацікавлення молоді до новинок галузі серед технічних спеціальностей і сформувати майданчик для вивчення теоретичних основ та практичних навичок між студентством та ІТ індустрією.

## Нагороди та відзнаки
- Top Financial App Developers[65]
- Top Ukraine App Development Companies[66]
- Top Web Developers in Lviv[67]
- Top App Developers in Lviv[68]
- Top Financial App Developers[69]
- Top 1000 Service Providers for 2021[70]
- Top Development & IT Companies in Ukraine for 2021[71]
- Leading Firms in App Development for 2021[72]
- The Best Technology Experts to Hire in 2021[73]
- Top App Design & Development Companies to Hire in 2021[74]
- Top 1000 Service Providers for 2020 in Exclusive Clutch 1000 List[75]
- TOP 100 Financial App Development Companies in Ukraine[76]
- TOP 100 Mobile App Developers in Ukraine[77]
- Top 100 Mobile App Developers in Lviv[78]
- TOP 100 AngularJS Development Companies[79]
- Top 100 React Developers[80]
- Top 100 Mobile App Developers in Eastern Europe[81]
- Top Web Design Companies to Partner with in 2020[82]
- Top Mobile App Development Companies of 2020's[83]
- Top Fintech Software Development Companies[84]
- Top Nearshore Software Development Companies[85]
- The Top Software Development Companies in October 2020[86]
- Top Offshore Software Development Companies in March[87]
- Top E-commerce Development Companies in Lviv[88]
- Best Cloud Companies in Lviv[89]
- Top Mobile App Design Companies in Lviv[90]
- Top Web Development Companies in UK[91]
- Top eCommerce Web Design Companies of 2020, According to DesignRush[92]
- Top 10 Mobile App Development Companies in Lviv[93]
- Top Eastern European Software Development Agencies[94]
- Top 10+ Startups App Development Companies in Kyiv